# Henrich Callisen
Henrich Callisen (døbt Hinrich) (11. maj 1740 til 5. februar 1824) var en dansk læge og kirurg, der anses for at være den "danske kirurgis fader". Han var farbroder til Adolph Callisen.
Callisen blev født i Preetz i Holsten, hvor hans fader, Johan Leonhard Callisen (født 1759), var præst. Hans mor hed Christiane, født Westhoff. Han fik som dreng en fortrinlig uddannelse særlig i latin og blev 1755 sendt til København for at studere kirurgi og blev ansat som lærling hos regimentskirurg Spierling. Han var tillige indskrevet i barberamtet, hvor han 1758 blev svend. Samtidig fulgte han undervisning på Frederiks Hospital og ved Simon Krügers hjælp tillige på Theatrum anatomicum.

## Trange kår
Ved faderens død blev Callisen tvunget til at søge en plads ved Kronborg barberamt med løn af to mark om ugen. Året efter (1760) blev han ansat som kompagnikirurg (*c: Svend) ved Grenaderkorpset med seks rigsdaler i månedlig gage. Samme år døde hans faderlige ven Simon Krüger. Callisen manglede ofte det fornødne til livets ophold; hans stilling var ydmygende, hans udsigter for fremtiden mørke, og han erklærede selv, at han var nær ved at gå fuldstændig til grunde.
En lille begivenhed forandrede pludselig hans stilling. En grenaderløjtnant mødte en kold decemberdag Callisen på Kongens Nytorv, og under deres samtale beholdt Callisen hatten på hovedet. Fornærmet over denne mangel på respekt udskældte løjtnanten Callisen, truede ham med fugtel (en militær straf, bestående af slag på ryggen med det flade side af en sabelklinge) og begærede ham ført i arrest. Opbragt over det nedværdigende i sin stilling søgte Callisen straks sin afsked ved regimentet, henvendte sig til generaldirektør Carsten Wilhelm Heinrich Hennings ved Theatrum anatomicum, hvor han næste dag med megen hæder aflagde sin tentamen (prøveeksamen) og blev 1761 ansat som overkirurg på fregatten Hvide Ørn.
Året efter blev han pensionær ved Theatrum anatomicum og reservekirurg ved Frederiks Hospital. Hermed kom Callisen ind på den rette bane, og han udtalte selv, at de følgende fem år, i hvilke han forblev i begge stillinger, var de gunstigste i hans liv, hvor han havde rig lejlighed til både praktisk og teoretisk uddannelse.

## Udlandsrejse og ophold
I 1766 underkastede han sig skønt ikke student examen medicum rigorosum og viste i sin på latin holdt tale "om de mange Hindringer, der møde den fattige studerende paa hans videnskabelige Bane," såvel som ved sine kundskaber og sin færdighed i fremstillingen, at han i ingen henseende stod tilbage for fakultetets egne elever. Han fik kongeligt rejsestipendium, 500 rigsdaler årlig, og rejste 1767 til Paris, studerede kirurgi hos Jean-Louis Petit, Sabbatier, Louis og andre og fik for sine til det franske kirurgiske Akademi indsendte afhandlinger fri adgang til dets forsamlinger.
I 1769 kom han til London, stiftede fortroligt bekendtskab med blandt andre Percivall Pott, John Hunter og William Hunter. I London var han i stor pengeforlegenhed, da han intet havde ud over de 500 rigsdaler årlig. Han oprettede derfor sammen med en tandlæge et dispensary, hvor han solgte medikamenter, han selv tilberedte. Særligt kendt blev butikken for sine tandpulvere og tandbørster, som de selv fabrikerede af tynde spanske rotting. Callisen så herved sine indtægter fordoblede og blev nu i stand til også uden for hospitalerne at færdes i sine berømte venners selskab. Også i London fik han ved sine skrifter adgang til det kgl. Videnskabernes Selskab og sendte tillige hyppig videnskabelige meddelelser hjem.

## Hjemkomst
Mens han endnu var i London udnævntes han til kongelig overkirurg for den danske flåde. Han kom hjem i 1771 og begyndte straks forelæsninger over kirurgi ved fakultetet. Han udnævntes til dr. med. i 1772 for afhandlingen De præsidii classis regiæ sanitatem tuendi methodo. Samme år forlod Johan Just von Berger det medicinske fakultet, og Callisen blev udnævnt til professor chirurgiæ ved Københavns Universitet, rigtignok uden løn, men med kongeligt løfte om at efterfølge Hennings som generaldirektør for kirurgien. I 1774 udnævntes han til medlem af Collegium medicum, blev assessor ved examen chirurgicum ved Theatrum anatomicum og var samme år medstifter af både Det medicinske selskab og Societas exercitatoria medica til Øvelse for de medicinske og kirurgiske studerende. Således kastede Callisen sig med al sin iver ind i den kirurgiske virksomhed. Han vandt straks ved sine grundige og belærende forelæsninger en stor tilhørerkreds. I disse år udgav han det første af sine værker, lærebogen Institutiones chirurgiæ hodiernæ (1777).
Efter Simon Krügers død var kirurgien ved Theatrum anatomicum kommen yderst i forfald, og fra alle sider var det klart, at Theatrum anatomicum måtte forsvinde, og en ny tilstand for kirurgien begynde. I dette øjemed og i anledning af indfødsrettens indførelse nedsattes da efter kongelig resolution af 13. november 1776 en kommission, hvori professorerne Matthias Saxtorph og Callisen, livmedikus Urban Bruun Aaskow og andre befaledes at tage sæde "for at udfinde de kraftigste og bedste Midler til at ophjælpe Kirurgien og bringe denne til at blomstre".

## Kirurgfejden og Chirurgisk Akademie
Denne kommissionens sammensætning gav stødet til en systematisk forfølgelse og til forbitrede og meget sårende angreb på Callisen; de kom ganske vist fra så underordnede personer som regimentskirurg Ferdinand Martini (fortalen i Betrachtungen in der Lehre von der Kopfwunden, Hamburg 1784), der insinuerede, at Callisen ville forråde og undertrykke kirurgien, fordi han var bleven dr. med., og som pagehovmesteren Niels Ditlev Riegels, der på den mest ærerørige og smålige måde angreb Callisen i forskellige artikler (Berlingske lærde Efterretninger 1785, nr. 12-13, Forsøg til Kirurgiens Historie, 1785, og De fatis faustis et infaustis chirurgiæ, 1787). Callisen forsvarede sig med stor værdighed i to småskrifter: Til mine Medborgere og Svar efter Løfte (1785), ligesom han støttedes af Peter Christian Abildgaard, Knud Lyne Rahbek og Johann Clemens Tode. Sikkert stod der dog bag de nævnte stråmænd betydeligere personligheder: Alexander Kølpin og Frederik Christian Winsløw, der som Callisens medbejlere begge attråede at blive generaldirektør for kirurgien; det gjaldt dem derfor om at forhindre, at den institution, der skulle følge det dødsdømte Theatrum anatomicum, tilfaldt universitetet, i hvilken retning allerede den kgl. resolution af 1773 havde udtalt sig, og henimod hvilket universitetspatron grev Otto Thott også arbejdede, dels fordi Callisen var den langt overlegne dygtighed, dels af økonomiske grunde, idet Callisen da kunne blive betalt med generaldirektørens gage.
Man oprettede et Chirurgisk Akademie uafhængigt af universitetet ved kongelig resolution af 22. juni 1785 med Hennings, Kølpin og Winsløw som lærere – altså med forbigåelse af den eneste virkelig videnskabelig uddannede og allerede højt ansete kirurg Callisen. Dybt krænket over denne tilsidesættelse miskendte han dog ingenlunde Akademiets værd og beklagede kun, at partiånd, personligt had og private hensigter havde skudt ham til side (Til mine Medborgere). Han var tillige uvis om, hvorvidt løftet om hans succession efter Hennings ville blive holdt og måtte vedblive at fungere som divisionskirurg i flåden, da han endnu ingen gage havde fået, skønt han i 12 år havde doceret som professor ved universitetet.

## Formand for Akademiet
Mens man herhjemme foragtede Callisens udmærkede evner, søgte man i udlandet at vinde ham; fra Berlin fik han 1787 et ærefuldt tilbud om "at vorde ansat som første kirurgiske Professor ved det kgl. medicinske-kirurgiske Kollegium med allernaadigst Løfte om en anselig Karakter og Tilladelse til selv at foreslaa Konditionerne". Han forespurgte sig da her om sin eventuelle succession ved Hennings’ død og fik følgende ubestemte Svar: "Monarken vilde anse det med allernaadigst Velbehag, om C. foretrak at blive i sit Fædreland i Steden for at modtage det ham tilbudte Embede udenlands". Han afslog derefter tilbuddet og blev til stort held for den danske lægevidenskab i landet. Allerede 1791 befaledes han at tiltræde det kirurgiske Akademi, og efter Hennings’ død 1794 udnævntes han da til den plads, han allerede 1773 havde fået løfte om. Samtidig og kort efter frasagde han sig sine øvrige embeder og udtrådte af det medicinske fakultet og Collegium medicum.
I de følgende år ofrede han sig da udelukkende for at docere. Der samlede et talrigt auditorium, endog af fremmede studerende; hans forelæsninger skildres som vel ordnede, præcise, let fattelige og hyppig fremsatte i en oratorisk skøn form. Ved hans sidste offentlige forelæsning, 29. marts 1805, samledes mere end 400 yngre og ældre elever for at tage afsked med ham, og der blev i den anledning præget en guldmedalje med hans brystbillede, hvortil Nicolai Abraham Abildgaard gav ideen. Gammel og svag søgte han samme år afsked som lærer, men vedblev at beklæde posten som generaldirektør til sin død i 1824. Han var bleven etatsråd 1802, konferensråd 1812, kommandør
af Dannebrog 1813.

## Forfattervirksomhed
Foruden en særlig for den tid enestående virksomhed som lærer ydede Callisen sin videnskab, sit land og sine medborgere store tjenester som forfatter. Foruden hans afhandlinger, skrevne i udlandet, og hans doktordisputats findes 19 latinske afhandlinger, alle trykte i det kongelige medicinske selskabs skrifter, og tre danske, meddelte i det kongelige danske Videnskabernes Selskabs skrifter. Dernæst hans berømte kirurgi, der først udkom som Institutiones chirurgiæ hodiernæ in usum academicum adornatæ (1777), senere som forøget og forbedret udgave: Principia systematis chirurgiæ hodiernæ (1790, to dele), og endelig hans hovedværk: Systema chirurgiæ hodiernæ (1798-1800, to dele). Disse lærebøger blev ikke blot benyttede her i landet, men på mangfoldige steder i udlandet lagt til grund for det kirurgiske studium samt oversatte på tysk og italiensk, til dels også på fransk, spansk og russisk. Sikkert har dette hans klassiske værk ikke blot hævet ham langt over hans forgængere her hjemme, men endog stillet ham i rang med datidens berømteste kirurger i udlandet.
Oplyst og virkelig videnskabelig indså Callisen længe før sine samtidige det sørgelige og ødelæggende for kirurgien, når den holdt sig fjernet fra medicinen; gennem hele sit liv har han da også arbejdet på at uddanne kirurgerne ved samtidig at gøre dem til medicinere; fra hans tidligste afhandlinger til hans sidste store værk er denne tanke og ånd den ledende. Dette sidste arbejde fra Callisens hånd var Fysisk-medicinske Betragtninger over Kjøbenhavn (1807-9, to dele). Først dette værk sammenholdt med de tidligere viser til fulde, hvor stor og mangesidig Callisens begavelse har været, og hvor klart han allerede den gang har set på det endog først i den nyeste tid ret dyrkede felt, hygiejnen. Dette værk er ved sine utallige oplysninger om byens geografi, naturforhold, indbyggernes samfundsforhold og levevis og meget andet et kildeskrift for alt studium og undersøgelser af byens tidligere
perioder; det er skrevet i et ejendommeligt simpelt, men dog storslået sprog, hvorigennem overalt lyser tanken, som han udtalte i mottoet på sit første ungdomsskrift: "Nisi utile est, qvod facimus, stulta est gloria".
Ligeledes har han i de talrige kommissioner og selskaber, han var medlem af, ved sin store arbejdsdygtighed, fremragende intelligens, praktiske sans og uplettede hæderlighed
udrettet meget for sine medborgeres og sin samtids vel. Han regnes for den danske kirurgis fader, en af den danske lægekunsts ypperste mænd og en i sandhed nyttig borger.

## Familieforhold
Han var gift med:
- 24. marts 1773 Cathrine Birgitte Braun, født 13. januar 1752, død 11. august 1777, datter af justitsråd Simon Gottfried Braun (død 1772), livkirurg og kammertjener hos Frederik 5..[1]
- 20. marts 1778 Marie Amalie Walker, født 29. april 1756, død 24. juli 1837, datter af vinhandler Daniel Walker. Ægeparret fik fem døtre og sønnen Heinrich.[1]

Henrich Callisen er begravet i Sankt Petri Kirke.
Callisens portræt er stukket i kobber af Gerhard Ludvig Lahde (findes i dennes Portrætter), og af Johann Heinrich Lips efter Christian Hornemanns tegning (findes i Callisens Fysisk-medicinske Betragtninger). Callisens buste i gips og hans portræt i olie befinder sig på Kirurgisk Akademi. Desuden findes et smukt tegnet portræt (findes nu på Glyptoteket) udført af billedhuggeren H.V. Bissen. Callisensvej mellem Hellerup Station og Strandvejen er opkaldt efter Henrich.